# NGC 2774
NGC 2774 (również PGC 25879) – galaktyka eliptyczna (E), znajdująca się w gwiazdozbiorze Raka. Odkrył ją William Herschel 21 marca 1784 roku.